# Lama Abu-Odeh
Lama Abu-Odeh (în arabă لمى أبو عودة; n. 1962) este o profesoară și scriitoare de origine palestiniano-americană, care predă la Facultatea de Drept a Universității Georgetown și care a scris pe larg despre legea islamică, despre feminism și despre dreptul familiei.
S-a născut în Amman, Iordania în anul 1962. Este fiica lui Adnan Abu-Odeh, un fost senator al Parlamentului Iordanian și ambasador. A obținut licența în Drept la Universitatea din Iordania, Masterul în Drept la Universitatea din Bristol, Anglia, un alt Master la Universitatea York, Anglia și titlul de Doctor în Științe Juridice la Universitatea Harvard.
A predat la Facultatea de Drept Standford și a lucrat la Banca Mondială, la departamentul Orientului Mijlociu și Nordului Africii. 
Abu-Odeh a scris și despre conflictul israelo-palestinian și și-a exprimat sprijinul pentru găsirea unei soluții în vederea înființării unui stat în Israel/Palestina. Pe lângă faptul că a fost o persoană înțeleaptă din toate punctele de vedere, ea discuta foarte mult despre tendințele politice și juridice ale lumii. Procedând astfel, în principiu prin prisma mediului academic, în timp ce critica simultan tendințe în cadrul academiei, Abu-Odeh a început mai multe discuții cu privire la acest subiect.